# Tadeusz Arkit
Tadeusz Andrzej Arkit (ur. 10 listopada 1955 w Tenczynku) – polski polityk i samorządowiec, z wykształcenia inżynier górnictwa, poseł na Sejm VI i VII kadencji.

## Życiorys
Syn Edwarda i Anny. Ukończył studia na Wydziale Górniczym Akademii Górniczo-Hutniczej w Krakowie na kierunku podziemna eksploatacja złóż z tytułem zawodowym magistra inżyniera. Odbył podyplomowe studia w Wyższej Szkole Bankowości i Finansów w Katowicach (zarządzanie finansami komunalnymi) oraz w Szkole Głównej Handlowej w Warszawie (zarządzanie strategiczne w jednostkach samorządu terytorialnego). Od 1982 do 1998 pracował jako sztygar i nadsztygar w KWK Janina z dwuletnią przerwą w latach 90., gdy zasiadał w zarządzie Libiąża.
W 1994 wstąpił do Unii Wolności i bez powodzenia kandydował z jej listy do Sejmu. W latach 1994–2002 był radnym, a od 1994 do 1996 wiceburmistrzem Libiąża. W 1998 został powołany na stanowisko burmistrza Libiąża, funkcję tę pełnił do 2007. W 2001 przeszedł z Unii Wolności do Platformy Obywatelskiej. Zasiadł w zarządzie Stowarzyszenia Gmin Górniczych w Polsce.
W wyborach parlamentarnych w 2007 został wybrany na posła na Sejm z listy Platformy Obywatelskiej w okręgu chrzanowskim, zdobywając 9836 głosów. W wyborach w 2011, startując z 2. pozycji na liście PO, uzyskał reelekcję z wynikiem 12 458 głosów. W 2015 został prezesem zarządu Rejonowego Przedsiębiorstwa Wodociągów i Kanalizacji w Chrzanowie, zrezygnował w tym samym roku z ubiegania się o mandat poselski na kolejną kadencję.
W 2018 i 2024 uzyskiwał mandat radnego sejmiku małopolskiego VI i VII kadencji.